# Marosfelfalu község
Marosfelfalu község (románul: Comuna Suseni) község Maros megyében, Romániában. Központja Marosfelfalu, hozzá tartozik Lövér.

## Népessége
A 2011-es népszámlálás adatai alapján a község népessége 2253 fő volt.